# Asaccus griseonotus
Asaccus griseonotus (листопалий гекон плямисто-сірий) — вид геконоподібних ящірок родини Phyllodactylidae. Мешкає в Іраці і Ірані.

## Поширення і екологія
Плямисто-сірі листопалі гекони поширені в передгір'ях центрального Загросу на сході Іраку (відомі з печери Пелегавра в провінції Сулейманія) і на заході Ірану (відомі з останів Керманшах і Лурестан). Цей малодосліджений вид спостерігався у вологій вапняковій печері і на вапняковій скелі поряд зі струмком.